# Itway
Itway S.p.A. è un'azienda italiana a capo di un gruppo che opera a livello internazionale nel settore dell'Information Technology e della sicurezza informatica.
La società dal 4 luglio 2001 è quotata alla Borsa ed è presente negli indici FTSE Italia STAR e FTSE Italia Small Cap.

## Attività
Oltre al mercato italiano Itway dal 2003 opera anche in Francia, Spagna, Portogallo, Grecia, Turchia e anche nell'area Medio Oriente e Nord Africa.
Itway si occupa di distribuzione di tecnologie software, servizi per le aziende nel campo dell'Information Technology, della sicurezza informatica, della gestione di applicazioni internet e intranet, del Cloud Computing e della virtualizzazione. Le attività vengono svolte tramite una struttura societaria che prevede Itway SpA come capogruppo di altre società.

## Storia
La società venne fondata il 4 luglio 1996 su iniziativa di Giovanni Andrea Farina che ne divenne presidente e amministratore delegato, e di altri soci.
Nel 1998 e nel 1999 vengono acquisite la società Stone Technology Provider (gruppo KPMG) e Secureway, società specializzata in prodotti e servizi per la e-security, mentre nel 2000 sono incorporati il ramo d'azienda e il marchio Stemasoft. Nel maggio dello stesso anno nasce Business-e, la società del gruppo per fornire servizi di consulenza alle aziende.
Nel 2001 la società viene quotata in Borsa al Nuovo Mercato della Borsa Italiana. Nel seconda metà del 2001 vengono acquisite le società Diogene (formazione e consulenza su sistemi informatici di base) e Rigel Informatica (distribuzione e integrazione di prodotti e servizi di sicurezza logica) che, nel mese di dicembre, integra Secureway diventando la società del Gruppo responsabile delle attività di progettazione e realizzazione di prodotti software per la sicurezza informatica.
Nel maggio 2002 il Gruppo firma un accordo con l'azienda Sun Microsystems per la distribuzione di piattaforme Sun e si aggiudica la commessa per la gestione della sicurezza dei sistemi informativi del vertice Nato-Russia svoltosi a Pratica di Mare. Nel giugno 2003 inizia l'espansione nel mercato estero con l'avvio delle attività di Itway France e Itway Iberica. In ottobre Itway riceve l'incarico per la sicurezza dei sistemi informatici utilizzati in occasione della conferenza intergovernativa per la discussione della Costituzione dell'Unione europea. Nello stesso anno la società firma accordi con IBM Italia, per lo sviluppo di soluzioni per le PMI e Oracle Italia, per la realizzazione di progetti basati sulla nuova tecnologia Oracle Collaboration Suite.
Nel 2004, in base ai risultati finanziari conseguiti nell'esercizio precedente e al possesso dei requisiti qualitativi ed economico-finanziari stabiliti dalla Borsa Italiana, il titolo Itway viene ammesso al segmento TechSTAR del Nuovo Mercato. In seguito viene acquisita la società spagnola ADD Distribuciones Informaticas. Nel dicembre 2004 il Gruppo Itway ottiene la certificazione di qualità ISO 9001-2000 per le due società operative Itway SpA e Business-e SpA.
Nel 2005 acquisisce la società francese Softway e la greca Interaxon, società operante nel settore della sicurezza dei sistemi informativi.
Successivamente Itway stringe partnership con le società americane Novell (dicembre 2006) e Cisco (gennaio 2007) e, nel febbraio 2008, si aggiudica la commessa per la realizzazione del sistema di sicurezza delle sedi periferiche dell'Arma dei Carabinieri. Nel marzo dello stesso anno, Itway sigla l'accordo con Stonesoft e VMware per il mercato della virtualizzazione. Ad aprile il Gruppo fa il suo ingresso nel mercato turco con la costituzione di Itway Turkyie.
Nel maggio 2009 nasce VirtualWay, la business unit del Gruppo dedicata al mercato della virtualizzazione.
Nel 2011 Itway si allea con Cisco e aderisce all'Italian Energywise Alliance. Itway sigla un accordo strategico con la Provincia Autonoma di Trento. Business-e costituisce la società Business-e Trentino srl.
Mentre è il 2013 quando decide di costituire iNebula S.r.l. azienda specializzata nel fornire servizi in ambiente Cloud (Cloud Computing Solutions) intorno alla quale è sviluppata l'ASA (Area Strategica d'Affari) VAS (Value Added Services). Business-e Trentino diventa Be Innova.
Nel 2014 c'è l'acquisizione del 17,1% di Itway MENA. In partnership con Libanica, la società ha sede a Sharjah, negli Emirati Arabi Uniti.
Arrivando al 2015, anno in cui si annuncia la nascita di 4Science S.r.l.: azienda specializzata in servizi della digitalizzazione del patrimonio culturale e della analisi, gestione e conservazione dei dati della ricerca (Advanced Data Management - ADM); nello sviluppo del segmento Science & Cultural Heritage (SCH).